# Région métropolitaine Rhin-Neckar

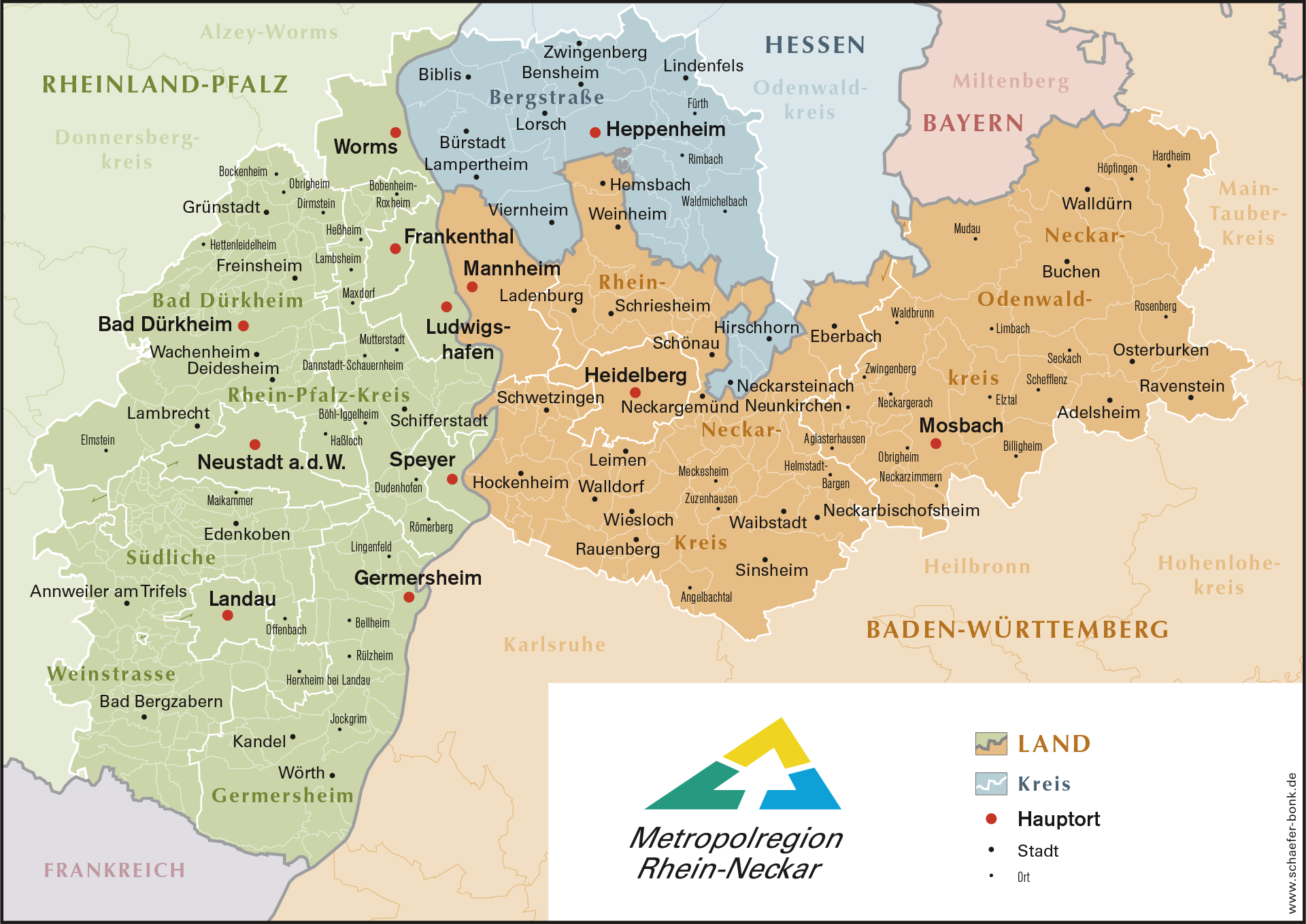
Carte de la région Rhin-Neckar.

La région Rhin-Neckar est une aire urbaine allemande partagée entre le Nord du Bade-Wurtemberg, le Sud-Est de l'État de Rhénanie-Palatinat et le Sud de l'État de Hesse avec 2,3 millions d'habitants.
En allemand, cette région s'appelle : Region Rhein-Neckar ou Metropolregion Rhein-Neckar (auparavant, également Rhein-Neckar-Dreieck, pour « triangle du Rhin-Neckar »).
Depuis 2016, la présidente de la région est Eva Lohse.

## Villes de plus de 100 000 habitants
- Mannheim
- Heidelberg
- Ludwigshafen

## Arrondissements
L'aire urbaine Rhin-Neckar comprend quinze arrondissements dont huit villes-arrondissements.

### Bade-Wurtemberg
- Mannheim (ville-arrondissement) (MA)
- Heidelberg (ville-arrondissement) (HD)
- Arrondissement de Neckar-Odenwald (MOS)
- Arrondissement de Rhin-Neckar (HD)

### Hesse
- Arrondissement de la Bergstraße (HP)

### Rhénanie-Palatinat
- Ludwigshafen (ville-arrondissement) (LU)
- Worms (ville-arrondissement) (WO)
- Neustadt an der Weinstraße (ville-arrondissement) (NW)
- Spire (ville-arrondissement) (SP)
- Frankenthal (ville-arrondissement) (FT)
- Landau in der Pfalz (ville-arrondissement) (LD)
- Arrondissement de Rhin-Palatinat (RP)
- Arrondissement de Bad Dürkheim (DÜW)
- Arrondissement de Germersheim (GER)
- Arrondissement de la Route-du-Vin-du-Sud (SÜW)